# La storia di Ruth, donna americana
La storia di Ruth, donna americana (Citizen Ruth) è un film statunitense del 1996 diretto da Alexander Payne.

## Trama
Ruth Stoops trentenne senza fissa dimora, passa le giornate inalando solventi e vernici. In arresto e incinta per la quinta volta, dopo altre quattro gravidanze interrotte, le viene imposto l'aborto dal giudice che la dichiara incapace del ruolo genitoriale. Interviene Gail Stoney, moglie del presidente di un comitato anti-abortista, che la sostiene dopo averla fatta però entrare nella loro associazione. Intervengono successivamente anche i sostenitori pro-aborto e così Ruth si trova inconsapevolmente al centro di un acceso dibattito. Gli anti-abortisti le offrono 15 000 dollari per, a loro dire, sostenerla e far sì che il bambino cresca in un ambiente salubre. La stessa cifra le viene offerta anche dalla fazione opposta, affinché la sua possa essere una scelta libera da pressioni esterne. La mattina dell'aborto chirurgico Ruth scopre di averne avuto uno spontaneo, ma nonostante ciò si reca ugualmente alla clinica per recuperare la sacca coi soldi che le erano stati promessi dai sostenitori della libera scelta, non menzionando a nessuno l'evento di quella mattina.